# Herr Puntila und sein Knecht Matti
Herr Puntila und sein Knecht Matti ist ein ab 1940/1941 entstandenes Theaterstück Bertolt Brechts, das am 5. Juni 1948 im Schauspielhaus Zürich unter der Regie von Kurt Hirschfeld uraufgeführt wurde. Als Vorlage diente ihm das Theaterstück Sägemehlprinzessin der finnischen Dichterin Hella Wuolijoki, auf deren Gut Brecht während seiner Exilzeit in Finnland war. Das Werk entstand – mit Wuolijokis Unterstützung – für einen Wettbewerb des finnischen Dramatikerverbandes. Es wurde von Wuolijoki ins Finnische übersetzt und 1946 unter dem Titel Der Gutsherr Iso-Heikkilä und sein Knecht Kalle veröffentlicht. Neben dem Stück von Hella Wuolijoki dienten Brecht die Erzählung Der Brotherr von Maxim Gorki und Denis Diderots Roman Jacques der Fatalist und sein Herr als Anregung. Ob er auch durch Charlie Chaplins Film Lichter der Großstadt beeinflusst war, in dem sich ein Millionär in betrunkenem Zustand mit einem armen Tramp befreundet, ihn aber bei Nüchternheit verstößt, lässt sich nicht mit Sicherheit nachweisen.

## Inhalt
Der finnische Gutsbesitzer Puntila ist nüchtern ein Ausbeuter und betrunken ein Menschenfreund. Nüchtern will Puntila seine Tochter mit einem Aristokraten verheiraten, betrunken mit seinem Chauffeur Matti. Betrunken verlobt er sich nacheinander mit der Schmuggleremma, dem Apothekerfräulein, dem Kuhmädchen und der Telefonistin; als die vier dann aber zum Spaß auch wirklich auf der angesetzten Verlobung erscheinen, jagt der nüchterne Puntila sie wieder vom Hof.
Seine Tochter Eva schätzt den Attaché, den sie nach Wunsch ihres Vaters heiraten soll, zwar sehr hoch, bezweifelt aber, dass er der richtige Mann für sie ist, da sie ein sehr lebhafter Mensch sei und sich mit dem sehr zurückhaltenden und stets korrekten Attaché leicht langweilen könnte. Um die Verlobung platzen zu lassen, täuscht sie sogar vor, eine Affäre mit Matti in der Badehütte zu haben. Der Attaché scheint jedoch dem Chauffeur zu glauben, dass sie nur Karten in der Badehütte gespielt hätten. An diesem Punkt lässt sich darüber streiten, ob er einfach zu naiv ist oder seine Schulden so groß sind, dass er auf die (ganz beträchtliche) Mitgift angewiesen ist, die er durch die Heirat mit Eva erhält.
Alle Bemühungen von Eva, die Verlobung zu verhindern, schlagen fehl. Herr Puntila ist auf der Verlobungsfeier nicht betrunken, als er einsieht, dass der Attaché ein Schwächling und kein Mann für seine Tochter ist; aber diese Einsicht veranlasst ihn, sich zu betrinken. Je betrunkener Puntila wird, umso mehr missfällt ihm „die Visage“ des Attachés, sodass er ihn dann sogar aus dem Haus jagt und Steine hinter ihm herwirft. Eva kümmert das wenig, im Gegenteil, sie ist froh, ihn los zu sein.
Als Puntila schließlich den Chauffeur Matti zum Schwiegersohn bestimmt, unterzieht dieser die Tochter des Reichen einem Examen, in dem sie beweisen soll, dass sie ihn glücklich machen könne. Das Ergebnis dieses Tests: Arm und reich können nicht zusammenkommen; Eva erfüllt einfach nicht die Anforderungen, die Matti an eine Ehefrau stellt.
Am nächsten Morgen bemüht sich der nüchterne Puntila, alles wieder in Ordnung zu bringen, was er am vorherigen Tag angerichtet hat, und fasst den Beschluss, allen Alkohol, den er besitzt, zu vernichten, damit so etwas nicht noch einmal geschehen kann. Anstatt den Alkohol aus dem Fenster zu werfen, beginnt er aber, ihn aus einem Glas zu trinken, welches ihm Matti „diensteifrig“ gebracht hat, und verspricht ihm, den er vor kurzem sogar noch entlassen wollte, erst eine Gehaltserhöhung, dann sogar einen Teil seines Waldes. In der Schlussszene verlässt Matti in aller Frühe den Hof, da er eingesehen hat, dass es so nicht mehr weitergehen kann, und er nicht noch warten will, bis Herr Puntila nüchtern aufwacht und ihn dafür zur Rechenschaft zieht.

## Personen
Puntila: Der Gutsherr ist ein Kapitalist und Ausbeuter, wenn er jedoch betrunken ist, so avanciert er zum Menschenfreund (beschreibt sich selbst als Kommunist). Während er betrunken ist, wachsen auch seine moralischen Ansprüche. Sein Verhalten gleicht einer dissoziativen Identitätsstörung; diese wird jedoch von Brecht nicht im Sinne eines medizinischen Befundes, sondern als künstlerische Metapher eingesetzt (siehe Interpretation).
Matti: Der Chauffeur des Puntila (auch als „Knecht“ bezeichnet) ist, neben dem Gutsherrn, die zweite Hauptfigur des Stücks. Matti ist zumeist gutmütig und erträgt seinen Vorgesetzten in der Regel ohne Widerworte. Zuletzt verlässt er jedoch das Gut, da er nach einer Nacht mit hohem Alkoholkonsum keine Zukunft für sein Arbeitsverhältnis mit Puntila sieht.
Eva: Ist die Tochter des Gutsherrn, sie soll mit dem Attaché verlobt werden. Diesen lehnt sie jedoch auf Grund seines Charakters ab und bevorzugt stattdessen den Chauffeur Matti, mit dem es jedoch nicht zu einer Verlobung kommt.

## Aufführungsgeschichte und Rezeption
An der Uraufführung, die im Juni 1948 im Zürcher Schauspielhaus stattfand, hatte Brecht einen wesentlichen Anteil. Offiziell durfte er als Ausländer nicht arbeiten, deshalb tauchte sein Name auf der Besetzungsliste nicht auf. Jedoch war er es, der im Wesentlichen Regie führte. Die Aufführung war bei der Fachkritik kein ungeteilter Erfolg. Brecht wurde vorgeworfen, dass er sich auch in der Komödie als ein „Kanzelredner der Vernunft“ betätigt habe und mehr den Stil des Lehrgedichts bediene. Der Publikumserfolg war wohl ausschlaggebend dafür, dass es allein im Jahr 1949 fünfzehn Aufführungen in Westdeutschland gab.

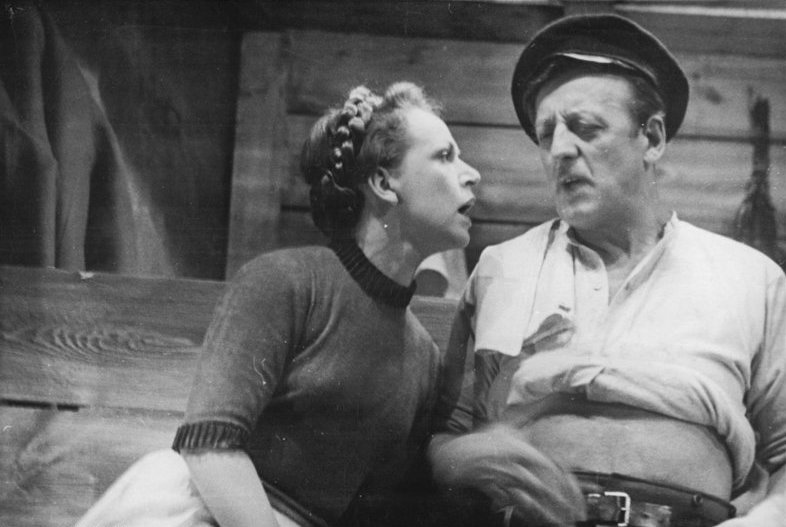
Szenenbild aus der Uraufführung im Deutschen Theater Berlin: Gisela Trowe und Erwin Geschonneck

Im Oktober 1948 reisten Brecht und seine Frau Helene Weigel nach Ost-Berlin, wo Besprechungen über ein eigenes Brecht-Ensemble aufgenommen wurden. Ab Februar 1949 wurde das Berliner Ensemble unter der Leitung von Helene Weigel aufgebaut. Es war zunächst im Deutschen Theater untergebracht; die Eröffnung fand am 12. November mit Herr Puntila und sein Knecht Matti unter der Regie von Bertolt Brecht und Erich Engel statt. Das Bühnenbild stammte von Caspar Neher. Brecht knüpfte an die Zürcher Uraufführung an, zumal Leonhard Steckel – wie schon bei der Uraufführung – den Puntila spielte. Er veränderte jedoch die Züge Puntilas, der in Zürich sympathisch, „mit einigen üblen Anwandlungen im Zustand der Nüchternheit“ gewesen war. In der Berliner Aufführung betonte Brecht die Gefährlichkeit Puntilas, indem er ihm eine andere Maske gab. Der Volksschauspieler Erwin Geschonneck verkörperte in der Berliner Aufführung den Matti. Die Inszenierung wurde einhellig gelobt. Dennoch war Brecht nicht zufrieden, er hatte ästhetische Zugeständnisse gemacht und sah sich von seinem Ideal des „echten, radikal epischen Theater“ noch weit entfernt. Von dieser Aufführung ließ Brecht ein Modellbuch anfertigen, das eine Dokumentation der Inszenierung in Beschreibungen, konzeptionellen Überlegungen, Probennotaten und Fotos enthielt, und für spätere Aufführungen des Stückes eine Art inhaltlichen Leitfaden darstellte.
Herr Puntila und sein Knecht Matti war wegen seines Volksstück-Charakters eines der populärsten Brecht-Stücke und wurde in der Bundesrepublik wie in der DDR gleichermaßen oft gespielt. 1967 schrieben Peter Palitzsch und Manfred Wekwerth den Text als Opernlibretto um, das von Paul Dessau unter dem Titel Puntila vertont wurde. Die Uraufführung fand am 15. November 1966 in der Berliner Staatsoper statt.

## Interpretation
Die Verkehrung von Realitäten ist ein übliches Komödienmuster. Brecht nutzt sie in Puntila jedoch nicht nur, um komische Verwicklungen zu erzeugen, sondern vor allem in einem weltanschaulichen Sinne. Puntila ist nur Mensch, wenn er betrunken – also „nicht normal“ – ist. Da entwickelt er (scheinbar) einen sozialen Sinn, ist voller Lebensfreude, Genussfähigkeit und Humor. Im nüchternen Zustand fällt er in den Zustand eines berechnenden, rücksichtslosen und menschlich kalten Egoisten zurück. Er ist reduziert auf den kapitalistischen Gutsherren, der Menschen nach ihrer Brauchbarkeit beurteilt und allein nach seinem Vorteil handelt. Man könnte sagen: die Rolle des Herren entfremdet ihn seines Menschseins. Nur mit Hilfe der Droge ist es ihm möglich, an die positiven Eigenschaften der Gattung anzuknüpfen.
Brecht selbst machte darauf aufmerksam, dass Puntila im Zustand der Trunkenheit keinesfalls vollständig aus der sozialen Rolle des Gutsbesitzers aussteigt. Er lässt auch im betrunkenen Zustand andere für sich arbeiten (so bei der Errichtung des Hatelma-Berges aus Möbeln durch Matti). Er überschreitet – und kaschiert – lediglich die Klassenunterschiede durch joviale Gesten, die sich für die Betroffenen immer als hohl herausstellen, wenn Puntila wieder nüchtern ist. Brecht zeigt, dass die Allgemeinmenschlichkeit, mit der soziale Probleme lediglich bemäntelt, aber nicht verändert werden, eine umso größere Gefahr darstellt, weil sie die Klassenkonflikte übertüncht. Es geht ihm darum, „den Abgrund zu zeigen, der darin liegt, daß da zwar ein freundliches, menschliches Antlitz ist, daß dies aber nichts und auch gar nichts an der Realität der Unterdrückung und Ausbeutung ändert“.
Die Verkehrung von Realitäten nutzt Brecht in diesem Stück auch in zahlreichen Spielen: so spielen Eva und Matti in der Sauna ein Liebespaar, um den Attaché abzuschrecken. Später spielt Eva eine Arbeiterfrau, um Matti zu beweisen, dass sie ihm eine gute Ehefrau wäre. Bei diesen Spielen zeigt Brecht, dass Matti im Spiel seine angestammte Rolle verlassen – also im eigentlichen Sinne spielen – kann. Puntila und Eva können dies nicht. Sie vermögen den Rahmen ihrer sozialen Existenz nicht zu sprengen. Dieser Gedanke knüpft an das Hegelsche Paradox von Herr und Knecht an: Obwohl der Herr die Macht über den Knecht zu haben scheint, ist es in Wirklichkeit der Herr, der abhängig ist. Er, der sich selbständig wähnt, ist von der Arbeit des Knechtes abhängig, denn nur die macht ihn zum Herren. In dieser Spiellogik steckt Brechts politische Botschaft, dass eine Veränderung der gesellschaftlichen Verhältnisse letztlich nicht von „gutmütigen“ Kapitalisten, sondern nur von den Knechten, deren Repräsentant Matti ist, zu erwarten sei. Folgerichtig kündigt Matti am Ende des Stückes Puntila die Gefolgschaft auf und verlässt das Gut.

## Verfilmungen
- 1957: Herr Puntila und sein Knecht Matti, DDR, Aufzeichnung des Deutschen Fernsehfunks einer Inszenierung von Manfred Wekwerth und Peter Palitzsch
- 1960: Herr Puntila und sein Knecht Matti, Österreich, Regie Alberto Cavalcanti
- 1966: Herr Puntila und sein Knecht Matti, Deutschland (Fernsehfilm), Regie Rolf Hädrich
- 1979: Herra Puntila ja hänen renkinsä Matti, Schweden/Finnland, Regie Ralf Långbacka